# Grammatophyllum ravanii
Grammatophyllum ravanii är en orkidéart som beskrevs av Danny Tiu. Grammatophyllum ravanii ingår i släktet Grammatophyllum och familjen orkidéer. Inga underarter finns listade i Catalogue of Life.